# Polleniopsis zaitzevi
Polleniopsis zaitzevi är en tvåvingeart som beskrevs av Yu. G. Verves 1992. Polleniopsis zaitzevi ingår i släktet Polleniopsis och familjen spyflugor.
Artens utbredningsområde är Sri Lanka. Inga underarter finns listade i Catalogue of Life.